# Embaixada dos Países Baixos em Brasília
A Embaixada dos Países Baixos em Brasília é a principal representação diplomática neerlandesa ou holandesa no Brasil. O atual embaixador é André Driessen.
Está localizada na Avenida das Nações, na quadra SES 801, Lote 05, no Setor de Embaixadas Sul, na Asa Sul. O prédio foi projetado por Henrique E. Mindlin, que havia ficado em quinto lugar no Concurso do Plano Piloto de Brasília.

## História
| |  |  |
| As relações entre os Países Baixos e o Brasil sempre foram amistosas. O príncipe Bernardo de Lipa-Biesterfeld (de branco) chegou a visitar Brasília, ainda em obras, sendo recebido por Juscelino Kubitschek. |  |  |

Assim como outros países, os Países Baixos receberam um terreno no Setor de Embaixadas Sul na época da construção de Brasília, medida que visava a instalação mais rápida das representações estrangeiras na nova capital, onde se instalaram.
Em um sinal de gentileza, o projeto foi feito por um brasileiro, Henrique E. Mindlin, que alguns anos antes tinha submetido um projeto no Concurso do Plano Piloto de Brasília, ficando em quinto lugar. Ele projetou um discreto prédio de tendências modernistas, cujas obras começaram em 1964 e levaram mais de dez anos para serem concluídas. F.A. Pestalozzi ficou responsável pelas residências dos diplomatas.
A representação dos Países Baixos deixouo Rio de Janeiro e se instalou em Brasília definitivamente em 1º de julho de 1972, mesmo com o prédio da chancelaria ainda em obras. O fim definitivo só seria em 1973.

## Os edifícios
O escritório de arquitetura Henrique Mindlin Associados ficou responsável pelos prédios da embaixada e da residência do embaixador neerlandês. Henrique E. Mindlin fez o primeiro projeto em 1964, com o escritório seguindo a obra após sua morte em 1971. A execução ficou a cargo da construtora neerlandesa Best.
O prédio da chancelaria, de arquitetura moderna, tem linhas simples, sóbrias e horizontais, mas ao mesmo tempo é elegante em seu minimalismo. Tinha área de mil metros quadrados. O interior é decorado com objetos de design que agregam aos corredores limpos de ornamentação arquitetônica.
A residência do embaixador tem ainda mais influências modernistas que o prédio da chancelaria, com concreto aparente, grandes varandas e cercada de jardins e áreas sombreadas, deixando o ambiente árido de Brasília mais humanizado. Plantas brasileiras sobem pelas paredes, um jardim com um espelho d'água fica em uma das bordas, enquanto o interior é decorado com móveis de fibra natural também brasileiras. Uma coleção de palmeiras de diversas partes do mundo fica aos fundos do gramado. Se destaca também uma escada caracol em concreto aparente em uma das pontas do terreno.

## Serviços
A embaixada realiza os serviços protocolares das representações estrangeiras, como o auxílio aos neerlandeses que moram no Brasil e aos visitantes vindos dos Países Baixos e também para os brasileiros que desejam visitar ou se mudar para o país europeu. Além da embaixada, os Países Baixos conta com mais dois consulados gerais no Rio de Janeiro e em São Paulo e mais dez consulados em Belém, Belo Horizonte, Fortaleza, Manaus, Porto Alegre, Natal, Recife, Salvador, Santos e Vila Velha.
Outras ações que passam pela embaixada são as relações diplomáticas com o governo brasileiro, nas áreas política, econômica, cultural e científica. Os Países Baixos são o quarto maior mercado para as exportações brasileiras, sendo o maior na Europa, e já investiram mais de 120 bilhões de dólares no Brasil. Mais de 150 empresas neerlandesas atuam no Brasil, e as empresas brasileiras, em especial as agropecuárias, tem avançado nos Países Baixos. Os países também tem parcerias importantes nos campos acadêmico e de tecnologia.